# Rengsdorf
Rengsdorf – miejscowość i gmina uzdrowiskowa w zachodnich Niemczech, w kraju związkowym Nadrenia-Palatynat, w powiecie Neuwied, siedziba gminy związkowej Rengsdorf-Waldbreitbach. Do 31 grudnia 2017 siedziba gminy związkowej Rengsdorf.